# Benátky (okres Hradec Králové)
Obec Benátky (německy Benatek) se nachází v okrese Hradec Králové, kraj Královéhradecký. Žije zde 122 obyvatel. Obec je součástí Mikroregionu obcí Památkové zóny 1866.

## Název
Obec Benátky získala svůj název pravděpodobně proto, že zdejší krajina byla obklopena vodstvem. Tehdejší majitel jezdil často do Itálie, kde viděl město Benátky, které leželo na vodě. Dvůr majitele obce "českých" Benátek byl obklopen vodou, a proto je pojmenoval Benátky.

## Historie
První písemná zmínka o obci pochází z roku 1241. V té době byly Benátky společně s dalšími okolními osadami (Máslojedy, Račice, Habřina) majetkem pruských křižovníků, později byly majetkem opatovického kláštera. V době husitských válek byly tyto obce císařem Zikmundem Lucemburským darovány v zástavu Alešovi Vřešťovskému z Rýzmburka. Aleš Vřešťovský z Rýzmburka zemřel bezdětný a tak předal obce svému nevlastnímu synovi Alešovi. Ten je však brzy přenechal Janu Lupákovi z Rýzmburka. Roku 1443 převzal obce Vilém Zajíc z Házmburku. Kvůli vzpouře proti Jiřímu Poděbradskému mu byl veškerý majetek zabaven a přešel v držení královské komory. Roku 1468 přenechal Jiří z Poděbrad jmenované obce panu Kdulincovi z Ostroměře za zásluhy, které předvedl při ochraně knížete Viktorina v třebíčském klášteře, když byl klášter v obležení uherskými vojsky. Mikuláš Kdolinec zdědil obce po sourozencích Petrovi (strýci) a Benešovi (otci) Kdulinci z Ostroměře a roku 1493 přenechává všechna vlastnická práva na obce Benátky, Račice a Máslojedy panu Vilému z Pernštejna. Roku 1547 Jan z Pernštejna (syn Viléma z Pernštejna) prodává výše uvedené obce Vilému Trčkovi z Lípy a tím byly obce připojeny k smiřickému panství. Toto panství dosáhlo největších rozměrů za Jana Rudolfa, jehož manželka Marie Magdalena z Lobkovic ještě několik obcí koupila a následně je odkázala svému synovi Adamovi. Adam Erdmann Trčka ale byl zavražděn r.1634 v Chebu jako Valdštejnův generál, takže veškerý majetek Trčků obdržel jeho otec Jan Rudolf až do své smrti. Po jeho smrti byly obce zkonfiskovány. Jan Rudolf byl poslední Trčka, a tak všechen svůj majetek přenechal svým přátelům, ale císařova vůle byla mocnější. Roku 1636 daroval císař Ferdinand II. zámeček i město Smiřice se všemi obcemi (takže i Benátkami) Matyáši Gallasovi za zásluhy, které prokázal proti českým odbojným stavům. Po smrti Matyáše Gallase se rozdělil majetek mezi jeho syny. Jeden z jeho synů, František Ferdinant, obdržel několik obcí včetně Benátek. František Ferdinant bydlel v sousední Hořiněvsi. Roku 1675 prodal František Ferdinant obce Hořiněves a Benátky generálu hraběti Janu Šporkovi. Jan Špork koupil další obce a velmi rozšířil své panství. Panství zdědil jeho syn Frederik Leopold. Roku 1702 mu císařské reskipty z vážných příčin odebraly panství a následně ho přenechaly jeho bratru Františku Antonínovi. Roku 1704 císař Leopold I. reskipty zrušil a přenechal panství zpět Frederikovi, ale už roku 1706 mu bylo panství opět odebráno a bylo přenecháno jeho choti Rovalii.
Roku 1848 byla úplně zrušena robota a lidé se začali plně věnovat zemědělství.
Brzy z jara roku 1866 začali lidé slýchat různé zvěsti o tom, že se chystá výbojná válka Němců (prusko-rakouská válka) a že hlavní dějiště bitvy bude v tomto kraji. Lidé byli najímáni k opravě blízké pevnosti Josefov. V měsíci červnu se v obci objevili první vojáci. Nejdříve přišli ubytovatelé vojska. Lidé neměli ani dostatek slámy pod vojáky, protože předešlý rok byl velmi suchý a tak lidé museli drhnout listí ze stromů, aby jím přikrmovali zdecimovaný dobytek. Dne 29. června svedli Prusové s Rakušany vítězný boj o město Dvůr Králové nad Labem. Rakouská vojska ustupovala do našeho kraje. V neděli 1. června se v Benátkách objevily první ustupující vojenské útvary. Před vojskem přicházeli uprchlíci, kteří s sebou vzali to nejnutnější a ostatní nechali na pospas vojsku. Také obyvatelé Benátek tušili, že musí na čas opustit svoji rodnou obec, proto cennější věci ukrývali a připravovali se na útěk. V pondělí dne 2. července se rozšířila zpráva, že Prusové jsou již v sousední Cerekvici. V úterý 3. července byl již od častého rána všude ruch. Benátky byly už úplně opuštěné. Lidé většinou prchali k Bohdanči. Pouze několik starých lidí zde zůstalo. Rakouská děla začala od Hořiněvsi odstřelovat Benátky, aby tak zamezila postup Prusů z Cerekvice ke Chlumu. Proti této, od Cerekvice postupující pruské divizi, stál v Benátkách jeden rakouský prapor 12. pluku. Avšak tento prapor musel brzy ustoupit a vyklidit obec. O Benátky se strhla šarvátka a několik rakouských i pruských vojáků bylo zabito. Byli pohřbeni na místě, kde byli nalezeni. V Benátkách byl zřízen polní lazaret. V této válce bylo několik domů střelbou zapáleno. Vyhořely celkem čtyři domy a v jednom z nich byli ve sklepě schovaní dva staří lidé, které ovšem objevili po návratu domů obyvatelé obce udušené. Konečně válka skončila a lidé viděli všude jen zpustošená pole. Později sem byly zaslány potraviny a oděvy, aby lidé v nastávající zimě netrpěli bídou. Lidé odklízeli veškeré pozůstatky války a znovu se věnovali své klidné práci. Ještě po letech se tu nacházely nevybuchlé granáty, které lidé odnášeli domů. Občas přijížděli vojáci a granáty odnášeli za obec, kde je vybuchovali. Někteří lidé sami náboje rozdělávali a vysypávali z nich střelný prach. Byla to práce nebezpečná a také se stala osudnou jednomu muži, který rozdělával granát. Granát vybuchl a smrtelně ho zranil.
Za první světové války muselo několik mužů jít do války, bohužel se stala pro některé z nich osudnou.
Od roku 1850 se obec nacházela v okrese Dvůr Králové nad Labem. Od roku 1951 do 31. prosince 1957 patřila obec pod Hořiněves a okres Jaroměř. Od 1. ledna 1958 do 30. června 1980 byly Benátky samostatné a staly se součástí okresu Hradec Králové. Od 1. července 1980 do 30. června 1990 patřily znovu k Hořiněvsi. Od 1. července 1990 jsou opět Benátky samostatné.
Právo užívat znak a vlajku bylo obci uděleno rozhodnutím Poslanecké sněmovny Parlamentu České republiky dne 3. května 2018.

## Obyvatelstvo
| Rok            | 1869 | 1880 | 1890 | 1900 | 1910 | 1921 | 1930 | 1950 | 1961 | 1970 | 1980 | 1991 | 2001 | 2011 | 2021 |
| -------------- | ---- | ---- | ---- | ---- | ---- | ---- | ---- | ---- | ---- | ---- | ---- | ---- | ---- | ---- | ---- |
| Počet obyvatel | 262  | 282  | 293  | 289  | 263  | 276  | 265  | 169  | 172  | 161  | 118  | 92   | 97   | 109  | 120  |
| Počet domů     | 36   | 36   | 36   | 37   | 38   | 40   | 43   | 46   | 47   | 41   | 41   | 44   | 48   | 47   | 48   |

## Přírodní poměry
Vesnice stojí ve Východolabské tabuli. Na západ od vsi teče řeka Bystřice, která tvoří hranici katastrálního území Benátek s Hněvčevsí. Její tok je zde součástí přírodní památky Bystřice. Vesnicí protéká říčka Mlakovská svodnice, která se vlévá do Bystřice. Jižně od vesnice se nachází bojiště z bitvy u Sadové s mnoha pamětními kameny.
Sousedními obcemi jsou Cerekvice nad Bystřicí, Želkovice a Vrchovnice na severu, Hořiněves na východě, Máslojedy na jihovýchodě, Čistěves na jihu, Sovětice na jihozápadě a Hněvčeves na západě.

## Doprava
Obcí prochází silnice III. třídy 32510. Obcí vede železniční trať Hněvčeves–Smiřice, ale stanice ani zastávka na území obce není; navíc je na této trati od roku 2003 zastavena osobní doprava. Nejblíže je železniční stanice Hněvčeves ve vzdálenosti tři kilometry ležící na trati Hradec Králové – Turnov mezi uzly Hradec Králové a Ostroměř. Vesnicí projíždí každý den několik autobusů.

## Pamětihodnosti
- Pomník letce stojí vedle cesty k vlaku do Hněvčevsi. Nachází se na něm text: „Na tomto místě zahynul dne 18. 2. 1998 ve věku 26 let pilot školní letecké základny Pardubice npor. Ing. Jaroslav Sochr“.

## Galerie

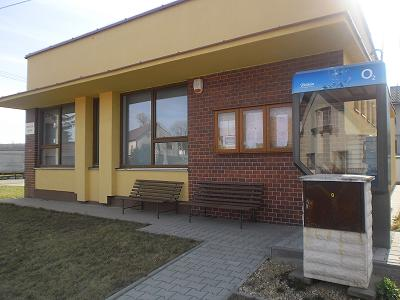
Obecní úřad
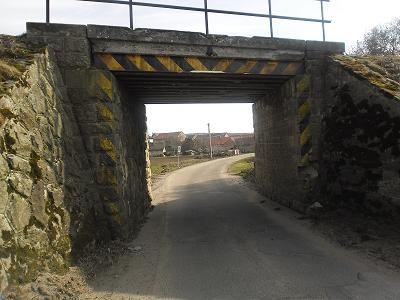
Železniční nadjezd
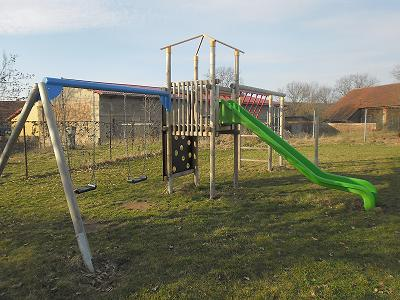
Hřiště - část s prolézačkami
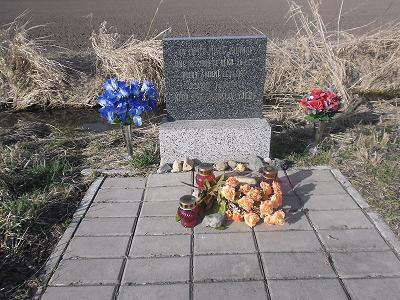
Pomník